# Национални парк Бик
Национални парк Бик (мађ. Bükki Nemzeti Park) је национални парк у планинама Бик у северној Мађарској, у близини Мишколца. Парк је основан 1977. године као трећи национални парк у Мађарској.Национални парк Бик лежи на површини од 431,3 km2 (од чега је 37,74 km2 под појачаном заштитом). Планински и шумовити, Бик је највећи мађарски национални парк и налази се у северним планинама, између насеља Силвашварада и Лилафиреда. Важне геолошке карактеристике Бика укључују разне крашке формације унутар његових кречњачких планина, посебно пећине (некада су их насељавали праисторијски људи), ластавице и јаруге. Најдужа (4.000 метара) и најдубља (245 метара) пећина у земљи, Иштванлапа се налази у парку. Национални парк Бик такође насељавају деведесет врста птица гнездарица, од којих се неке сматрају угроженим.
Ватиканска климатска шума требало је да се налази у оквиру Парка. КлимаФа („Климатска дрвећа“) је покренуо промотер из Сан Франциска, Рус Ђрорђ, који је обећао пројекат компензације угљен-диоксида, који би требало да надокнади емисију угљен-диоксида у Ватикану. Међутим, ниједно дрво није засађено. У интервјуу за The Christian Science Monitor, Лајош Киш, градоначелник села Тисакеси, истакао је празан простор уз реку Тису где је требало да буде засађено дрвеће. Монитор такође наводи да Ватикан разматра „правну акцију како би одбранио репутацију Ватикана“.

## Географија природе
За разлику од већине регије Бик, велика већина Северних централних планина није састављена од вулканских, већ пре морских седиментних стена. У његовом највишем делу, на висоравни Бик, избијају карбонатне стене (доломит, кречњак) наталожене током мезозојске ере геолошке историје. Плато, окружен стрмим литицама званим „Камење“ које се значајно издваја из окружења шкриљаца је:
- Јужни Бик: Имо стена, Фехер стена, итд.
- Северни Бик: Одваш, Лато, Ервени (773 m), Пеш, Тар стенае и Бузгостена итд.
- Прозорска стена: Огроман гребен од кречњака са „прозором“ у долини Аблакош стене
- Ишталош стена: Други највиши врх у региону Бик (959 m). Испод врха је улаз у Исталош стена пећину, познату по својим праисторијским налазима. Овде ископано праисторијско огњиште старо око тридесет хиљада година, тежине од 80 фунти, изложено је у Мађарском националном музеју, заједно са бројним каменим алатима.

## Историјски споменици
Људи су живели у планинама много пре наше ере. Археолози су пронашли неандерталско оруђе и остатке костију у неколико пећина. На планинским врховима виде се остаци аварских бедема и зидина замка.
Лов и сакупљање су на крају замењени ископавањем кречњака и сагоревањем креча. Дрво сакупљено из суседних шума постало је основа за сагоревање угља, а метали су се топили у масама. Дрвно брашно се користило у стаклари за производњу поташног стакла — последњег на коме се заснивала производња стакла.